# 마지스트라투스
마지스트라투스(라틴어: magistratus) 또는 로마의 매지스트레이트(영어: Roman magistrate)는 고대 로마에서 선출된 공무원이었다. 로마 왕국 시대에는 로마 국왕이 최고 행정 매지스트레이트였다. 실제로 그의 권력은 절대적이었다. 그는 대제사장, 입법자, 판사, 군대의 유일한 사령관이었다. 왕이 죽자 그의 권력은 로마 원로원으로 돌아갔고, 원로원은 새로운 왕의 선거를 용이하게 하기 위해 인테르렉스를 선택했다.

## 같이 보기
- 로마 공화국 민회
- 로마 민회
- 매지스트레이트